# 붉은솜과
붉은솜과(Acrochaetiaceae)는 진정홍조강에 속하는 홍조식물과의 하나이다. 붉은솜목에 속하는 3개 과의 하나로 5속 213종을 포함하고 있다.

## 하위 속
이 과가 포함하고 있는 속은 다음과 같다:
- 붉은솜속 또는 나룻말속 (Acrochaetium) - 164종
- Audouinella - 45종
- Grania - 2종
- Kylinia - 2종
- Liagorophila - 유일종 L. endophytica
- 자리풀속 (Rhodochorton) - 8종, 최근 별도의 자리풀과 (Rhodochortonaceae)로 분류함[4]
- Rhododrewia - 유일종 R. porphyrae, 최근 별도의 자리풀과 (Rhodochortonaceae)로 분류함[4]